# اوکرووهلو
اوکرووهلو (به چکی: Okrouhlo) یک منطقهٔ مسکونی در جمهوری چک است که در ناحیه پراگ-غرب واقع شده‌است. اوکرووهلو ۸٫۳۱ کیلومتر مربع مساحت و ۶۲۰ نفر جمعیت دارد.